# Морфология испанского языка
Современный испанский язык относится к плюрицентрическим языкам, что не позволяет говорить о единстве грамматических норм в зависимости от страны, где язык используется. Собственные нормы испанского языка закреплены в таких разновидностях как мексиканский, аргентинский или колумбийский испанский, а также язык мексиканцев в США. Однако эти нормы не соответствуют испанской (кастильской) норме, рассмотрению которой в основном и посвящена данная статья (подробнее об этих нормах см. в соответствующих статьях).
Грамматика испанского языка имеет много общих черт с грамматикой португальского и большинства других романских языков. В отличие от классической латыни, испанский язык изобилует аналитизмами. В частности, практически полностью разрушена латинская система именного склонения, развились артикли, возникло большое количество аналитических форм глагола, добавились определённые ограничения на порядок слов.
Как и для других языков романской группы, для испанского языка характерно развитое глагольное словоизменение (по лицам, числам, временам, наклонениям, залогам и даже частично падежам). Часть форм образуется синтетически, часть — аналитически. Большое количество конструкций с неличными формами глагола позволяет выразить многие оттенки действия. Испанский язык располагает двумя глаголами-связками (ser и estar), которые обозначают соответственно постоянный и временный признаки, а также могут соответствовать по своему значению русским глаголам «являться» и «находиться».

## История становления испанской грамматики
Вся история испанского языка и, в частности, грамматики может быть поделена на несколько этапов, среди которых: староиспанский (castellano medieval), среднеиспанский (español medio) и современный испанский язык. Первый период условно относят к X-XIV векам, второй — к XV-XVII, последний — начиная с XVII века и до наших дней. Каждый этап характеризуется собственными особенностями фонетико-морфологического строя.

## Артикль
Артикль в испанском языке (artículo) — это служебная часть речи, которая предшествует существительному и указывает на его род, число и падеж. Различают определённый (el, los, la, las, иногда lo), неопределённый артикли (un, unos, una, unas) и нулевой артикль (термин используется номинально как обозначение отсутствия артикля).
| Число         | Определённый артикль | Определённый артикль | Неопределённый артикль | Неопределённый артикль |
|               | Мужской род          | Женский род          | Мужской род            | Женский род            |
| ------------- | -------------------- | -------------------- | ---------------------- | ---------------------- |
| Единственное  | el cuaderno          | la mesa              | un árbol               | una pluma              |
| Множественное | los cuadernos        | las mesas            | unos* árboles          | unas* plumas           |

*Считается, что артикли unos и unas ближе к неопределённым местоимениям, чем к артиклям.
Определённый артикль (artículo determinado), как правило, употребляется в тех случаях, когда предмет или явление, обозначаемое существительным, заведомо известны, определены или повторяются в речи и на письме уже не в первый раз. Также определённый артикль допускается, когда ясно, что речь идёт об единственном в своём роде предмете или абстрактном понятии. Например: Dame el libro que te regaló María; He roto el florero; La envidia es un vicio muy frecuente. Неопределённый артикль (artículo indeterminado), напротив, употребляется в случаях, когда предмет или явление неизвестны, упоминаются впервые. В некоторых случаях неопределённый артикль может быть использован в качестве стилистического средства выразительности для усиления (качественной характеристики предмета или явления). Например: En la playa vimos un barco; Mi tío era un hombre muy amable. Определённый артикль происходит от латинского местоимения ille, который означает тот.
Артикль является нулевым, если он отсутствует, то есть опускается. Опускание артикля происходит, если существительное — имя собственное (например, личное имя María, название города Madrid или страны — España), перед ним стоит притяжательное или указательное местоимение (mi casa, este país), существительное выполняет функцию дополнения и обозначает вещество (María toma té; Pedro come carne), а также в устойчивых выражениях типа tener hambre, tener miedo, tener frío, hace frío, hace calor.
В предложениях, где присутствуют однородные члены — существительные, например, когда имеется несколько подлежащих и общее сказуемое, артикль может относиться только к одному из них, безотносительно к роду каждого существительного в отдельности. Например: El celo, inteligencia y honradez de este doctor imponen.

## Имя существительное
Система именного словоизменения в испанском языке существенно упрощена по сравнению с латинской. Изменение по падежам было полностью утрачено (частично сохранилось лишь склонение личных местоимений), в то время как изменение по числам сохранилось.
Предполагается, что формы современных испанских существительных и прилагательных в большинстве своём восходят к формам латинского винительного падежа (хотя некоторые слова продолжают латинский именительный падеж).
В целом образование множественного числа следует приведенным ниже моделям:
| Окончание ед. ч.                           | Окончание мн. ч.             | Примеры                                                                           |
| ------------------------------------------ | ---------------------------- | --------------------------------------------------------------------------------- |
| гласный                                    | гласный + s                  | hijo — hijos casa — casas papá — papás                                            |
| -m, -b в словах иностранного происхождения | -ms, -bs                     | film — films, club — clubs                                                        |
| -l, -r, -y, -í, -ú                         | -les, -res, -yes, -íes, -úes | animal — animales, señor — señores, ley — leyes, bigudí — bigudíes, tisú — tisúes |
| -és                                        | -eses                        | portugués — portugueses                                                           |
| -z                                         | -ces                         | luz — luces                                                                       |
| -b, c, g, p, t                             | -s                           | vivac — vivacs                                                                    |

## Местоимения

### Личные местоимения
| Лицо | Ед. число                     | Мн. число                                                               |
| ---- | ----------------------------- | ----------------------------------------------------------------------- |
| 1    | yo — я                        | nosotros (nosotras) — мы                                                |
| 2    | tú — ты                       | vosotros (vosotras) — вы                                                |
| 3    | él — он ella — она usted (Вы) | ellos — они ellas — они ustedes (Вы — при обращении к нескольким лицам) |

Примечания:
- в Аргентине вместо tú широко употребляется местоимение vos;
- местоимения nosotras, vosotras и ellas служат для обозначения группы лиц исключительно женского пола или для обозначения группы существительных исключительно женского рода;
- к 3-му ед. ч. относится также местоимение ello, в современном языке всё чаще заменяющееся указательными местоимениями esto, eso;
- местоимения usted и ustedes используются в Испании для вежливого обращения к одному или нескольким лицам соответственно; в Латинской Америке местоимение ustedes практически вытеснило vosotros, vosotras;
- usted, ustedes требуют после себя употребления глагола в форме 3-го лица, а не 2-го, как в русском (ср. ¿Dónde vive usted? — Где Вы живёте?.

#### Склонение личных местоимений
Личные местоимения частично сохранили латинское склонение, хотя и в упрощенном варианте:

| Местоимение        | Дат. пад. | Вин. пад. | Предложная форма   |
| ------------------ | --------- | --------- | ------------------ |
| yo                 | me        | me        | mí                 |
| tú, vos            | te        | te        | tí, vos            |
| «se»               | se        | se        | sí                 |
|                    |           |           |                    |
| nosotros, nosotras | nos       | nos       | nosotros, nosotras |
| vosotros, vosotras | os        | os        | vosotros, vosotras |
|                    |           |           |                    |
| él                 | le        | lo        | él                 |
| ella               | le        | la        | ella               |
| ellos              | les       | los       | ellos              |
| ellas              | les       | las       | ellas              |
|                    |           |           |                    |
| usted              | le        | lo/la     | usted              |
| ustedes            | les       | los/las   | ustedes            |

В Испании наблюдается тенденция использовать для указания на одушевленное прямое дополнение форму «le» вместо исторически правильной формы «lo» (и, соответственно, «les» вместо «los»). Данное явление носит название «leísmo».

В сочетании с предлогом con местоимения yo, tú, se дают следующие слитные формы:

con + mí = conmigo

con + tí = contigo

con + sí = consigo

Конечный элемент -go этих форм восходит к латинскому предлогу cum (соответствовавшему современному испанскому con). Постановка предлога cum после личных местоимений была одной из особенностей латинского языка. В результате имеем следующую цепочку преобразований: me + cum > mecum > mego > migo. В этих новых формах на -go уже не прослеживается связь с предлогом con, вследствие чего он и был добавлен вторично, дав указанные выше слитные формы.

### Притяжательные местоимения
| Ед. ч. | 1 | mi — мой, моя                   | mis — мои                               |  |  |
| Ед. ч. | 2 | tu — твой, твоя                 | tus — твои                              |  |  |
| Ед. ч. | 3 | su — его, её (с одним объектом) | sus — его, её (с несколькими объектами) |  |  |
|        |   |                                 |                                         |  |  |
| Мн. ч. | 1 | nuestro — наш nuestra — наша    | nuestros — наши nuestras — наши (ж. р.) |  |  |
| Мн. ч. | 2 | vuestro — ваш vuestra — ваша    | vuestros — ваши vuestras — ваши (ж. р.) |  |  |
| Мн. ч. | 3 | su — его, её (с одним объектом) | sus — его, её (с несколькими объектами) |  |  |

|        |      | Ед. число                                 | Ед. число                                 | Мн. число                                 | Мн. число                                         |
| Число  | Лицо | Муж. р.                                   | Ж. р.                                     | Муж. р.                                   | Ж. р.                                             |
| ------ | ---- | ----------------------------------------- | ----------------------------------------- | ----------------------------------------- | ------------------------------------------------- |
| Ед. ч. | 1    | mío — мой                                 | mía— моя                                  | míos — мои (м. р.)                        | mías- мои (ж. р.)                                 |
| Ед. ч. | 2    | tuyo — твой                               | tuya — твоя                               | tuyos — твои (м. р.)                      | tuyas — твои (ж. р.)                              |
| Ед. ч. | 3    | suyo — его, её (с одним объектом муж. р.) | suya — его, её (с одним объектом жен. р.) | suyos — его, её (с несколькими объектами) | suyas — его, её (с несколькими объектами жен. р.) |
|        |      |                                           |                                           |                                           |                                                   |
| Мн. ч. | 1    | nuestro — наш                             | nuestra — наша                            | nuestros — наши                           | nuestras — наши (ж. р.)                           |
| Мн. ч. | 2    | vuestra — ваш                             | vuestra — ваша                            | vuestros — ваши                           | vuestras — ваши (ж. р.)                           |
| Мн. ч. | 3    | suyo — их (с одним объектом муж. р.)      | suya — их (с одним объектом жен. р.)      | suyos — их (с несколькими объектами)      | suyas — их (с несколькими объектами жен. р.)      |

### Указательные местоимения
В испанском языке существует 3 ряда указательных местоимений, различающиеся по степени удаленности обозначаемого ими объекта от говорящего и слушающего:
|                                            | Ед. число | Ед. число | Мн. число | Мн. число |
|                                            | Муж. р.   | Ж. р.     | Муж. р.   | Ж. р.     |
| ------------------------------------------ | --------- | --------- | --------- | --------- |
| «этот» (более близкий к тому, кто говорит) | este      | esta      | estos     | estas     |
| «тот» (более близкий к тому, кто слушает)  | ese       | esa       | esos      | esas      |
| «тот» (удалённый от обоих)                 | aquel     | aquella   | aquellos  | aquellas  |

При самостоятельном употреблении также используются формы esto, eso, aquello: 

¿Qué es esto? — Что это?

## Отрицательные местоимения
В испанском языке существует три отрицательных местоимения: nada (ничто) , nadie (никто), ninguno (никакой). Первые два местоимения являются неизменяемыми, ninguno согласуется в роде и числе с существительным, к которому оно относится, либо которое оно заменяет, принимая при этом формы неопределённого артикля: ningún amigo, ninguna casa, ningunos libros, ningunas chicas. Если одно из отрицательных местоимений располагается перед глаголом, то отрицательная частица no опускается, так как в испанском языке перед глаголом может стоять только одно отрицание:

Nadie vive en esta casa = En esta casa no vive nadie — В этом доме никто не живёт.

### Вопросительные местоимения
¿Qué? (что, какой, какая, какое), ¿Quién (кто), ¿Cuál? (какой), ¿Cuánto? (сколько)

## Глагол
Испанский глагол может изменяться по лицам (1-е, 2-е, 3-е), числам (единственное и множественное), восьми временам, четырем наклонениям (изъявительное, сослагательное, повелительное, условное) и залогам (действительный и страдательный). Кроме того, выделяются такие неличные формы глагола, как инфинитив, причастие и герундий. Латинские причастия действительного залога (с суффиксом -nt-) были утрачены (некоторые из них были переведены в разряд других частей речи, например, estudiante — «студент»). В то же время страдательные причастия в испанском языке сохранились (construir (строить) — construido (построенный)).

Все глагольные времена можно разделить на простые (образуются от основы глагола или инфинитива с помощью суффиксов и окончаний) и сложные (образующиеся сочетанием вспомогательного глагола (haber) с причастием).

### Изъявительное наклонение
В испанском языке глаголы распределяются по трём спряжениям, в зависимости от гласной перед -r инфинитива: глаголы 1-го спряжения в инфинитиве оканчиваются на -ar, 2-го спряжения — на -er, 3-го спряжения — на -ir.

В подавляющем большинстве случаев показатели лица и числа глагола имеют следующий вид:
| 1 л. ед. ч. | -o, - |
| 2 л. ед. ч. | -s    |
| 3 л. ед. ч. | -     |
| 1 л. мн. ч. | -mos  |
| 2 л. мн. ч. | -is   |
| 3 л. мн. ч. | -n    |

Окончание -o 1 л. ед. ч. используется только в настоящем времени изъявительного наклонения (Presente de Indicativo). Гласная перед ним при этом, как правило, выпадает:

amar (любить) — amo (люблю)

comer (есть) — como (ем)

vivir (жить) — vivo (живу)

У глаголов 3-го спряжения на месте ожидаемого -i- появляется -e-, когда окончание находится в безударной позиции.

Соответственно, имеем следующее спряжение глаголов в настоящем времени:

amar — am-o, ama-s, ama, ama-mos, amá-is, ama-n

comer — com-o, come-s, come, come-mos, comé-is, come-n

vivir — vivo, vive-s, vive, viv-i-mos, viv-í-s, vive-n

Между тем, большое количество глаголов может отклоняться от указанных правил, изменяя основу и/или нормативные окончания. Как правило, такие глаголы можно объединить в группы по типу неправильности, однако часть глаголов (так называемые глаголы индивидуального спряжения) имеет свои особенности спряжения и группировке не поддаётся. Так, например, глагол ir (идти) использует в настоящем времени изъявительного наклонения и в настоящем времени сослагательного наклонения формы, восходящие к формам латинского глагола vadere, в результате чего в современном языке имеет место супплетивизм: voy, vas, va, vamos, vais, van; vaya, vayas, vaya, vayamos, vayáis, vayan. Основу перфекта этот глагол, в свою очередь, заимствует у глагола ser.

Показателем имперфекта изъявительного наклонения (Pretérito Imperfecto do Indicativo) служит суффикс -ba- для глаголов 1-го спряжения и -ía- — для глаголов 2-го и 3-го спряжений:

amar — ama-ba, ama-ba-s, ama-ba, amá-ba-mos, ama-ba-is, ama-ba-n

comer — com-ía, com-ía-s, com-ía, com-ía-mos, com-ía-is, com-ía-n

vivir — viv-ía, viv-ía-s, viv-ía, viv-ía-mos, viv-ía-is, viv-ía-n

Глаголы ser, ir, ver (и производные от них) меняют основу: ser — era, ir — iba, ver — veía.

Латинское будущее время в испанском, так же, как в португальском языке не сохранилось. Используемые в современном языке формы простого будущего времени изъявительного наклонения (Futuro Simple) восходят к сочетанию инфинитива с формами глагола haber в настоящем времени: 

amar he > amaré

amar has > amarás

amar ha > amará

amar hemos > amaremos

amar h(ab)éis > amaréis

amar han > amarán

Аналогична история появления форм условного наклонения (Condicional Simples): 

amaría, amarías, amaría, amaríamos, amaríais, amarían.

Pretérito Indefinido (простой перфект) имеет особые окончания, прибавляемые к основе глагола:
|             | 1 спр.  | 2 и 3 спр. |
| ----------- | ------- | ---------- |
| 1 л. ед. ч. | -é      | -í         |
| 2 л. ед. ч. | -aste   | -iste      |
| 3 л. ед. ч. | -ó      | -ió        |
| 1 л. мн. ч. | -amos   | -imos      |
| 2 л. мн. ч. | -asteis | -isteis    |
| 3 л. мн. ч. | -aron   | -ieron     |

Примеры: 

amar: amé, amaste, amó, amamos, amasteis, amaron

comer: comí, comiste, comió, comimos, comisteis, comieron

vivir: viví, viviste, vivió, vivimos, vivisteis, vivieron

Некоторые глаголы при образовании указанных форм меняют основу и нормативные окончания. Полные парадигмы спряжения приведены в статье «Глагол в испанском языке». Здесь приведём лишь окончания, свойственные всем таким глаголам (за исключением dar, ser и ir), и покажем пару примеров:
| 1 л. ед. ч. | -e       |
| 2 л. ед. ч. | -iste    |
| 3 л. ед. ч. | -o       |
| 1 л. мн. ч. | -imos    |
| 2 л. мн. ч. | -isteis  |
| 3 л. мн. ч. | -(i)eron |

Примеры: 

poder — pude, pudiste, pudo, pudimos, pudisteis, pudieron

decir — dije, dijiste, dijo, dijimos, dijisteis, dijeron 

НО:

ser, ir — fui, fuiste, fue, fuimos, fuisteis, fueron

dar — di, diste, dio, dimos, disteis, dieron (спряжение по схеме, свойственной глаголам 2-го и 3-го спряжений)

Плюсквамперфект (Pretérito Pluscuamperfecto de Indicativo) в испанском языке является сложным временем, которое образуется с помощью глагола haber в имперфекте изъявительного наклонения в сочетании с причастием прошедшего времени: 

amar: había amado, habías amado, había amado, habíamos amado, habíais amado, habían amado; 

comer: había comido, habías comido, había comido, habíamos comido, habíais comido, habían comido.

### Сослагательное наклонение
Испанский язык сохраняет латинское сослагательное наклонение и располагает шестью его формами: тремя простыми (Presente, Pretérito Imperfecto, Futuro de Subjuntivo) и тремя сложными (Pretérito Perfecto, Pretérito Pluscuamperfecto, Futuro Perfecto de Subjuntivo), образуемыми сочетанием глагола haber в соответствующей простой форме с причастием.

Настоящее время сослагательного наклонения (Presente de Subjuntivo) образуется при помощи тех же окончаний, что и Presente de Indicativo (за исключением 1 л. ед. ч., где окончание отсутствует), но гласный основы глагола при этом меняется: у глаголов 1-го спряжения «a» меняется на «e», а у глаголов 2-го и 3-го спряжений гласный основы меняется на «a»:

amar — ame, ames, ame, amemos, améis, amen

comer — coma, comas, coma, comamos, coméis, coman

vivir — viva, vivas, viva, vivamos, viváis, vivan
 

Отклоняющиеся глаголы и глаголы индивидуального спряжения могут иметь определённые отклонения от нормативного спряжения, меняя основу и нормативные окончания.
Для большинства глаголов индивидуального спряжения установилось соответствие между основой Presente de Subjuntivo и основой 1 л. ед. ч. Presente de Indicativo (oír — yo oigo — oiga, caber — yo quepo — quepa). 

Pretérito Imperfecto de Sunjuntivo образуется от основы перфекта с помощью следующих окончаний:
|             | 1 спр.  | 2 и 3 спр. |
| ----------- | ------- | ---------- |
| 1 л. ед. ч. | -ara    | -iera      |
| 2 л. ед. ч. | -aras   | -ieras     |
| 3 л. ед. ч. | -ara    | -iera      |
| 1 л. мн. ч. | -áramos | -iéramos   |
| 2 л. мн. ч. | -arais  | -ierais    |
| 3 л. мн. ч. | -aran   | -ieran     |

Возможны также (хоть и менее употребительны) формы, образованные при помощи показателя -se-:
|             | 1 спр.  | 2 и 3 спр. |
| ----------- | ------- | ---------- |
| 1 л. ед. ч. | -ase    | -iese      |
| 2 л. ед. ч. | -ases   | -ieses     |
| 3 л. ед. ч. | -ase    | -iese      |
| 1 л. мн. ч. | -ásemos | -iésemos   |
| 2 л. мн. ч. | -aseis  | -ieseis    |
| 3 л. мн. ч. | -asen   | -iesen     |

Futuro de Subjuntivo образуется от основы перфекта при помощи суффикса -re-: 

amar: amare, amares, amare, amáremos, amareis, amaren

comer: comiere, comieres, comiere, comiéremos, comiereis, comieren

vivir: viviere, vivieres, viviere, viviéremos, viviereis, vivieren

В современном испанском языке Futuro de Subjuntivo не употребляется (за исключением нормативно-правовых актов и некоторых устойчивых выражений вроде ¡Venga lo que viniere! — «Будь что будет»).

### Сложные времена
Сложные времена по своему значению сходны в том, что выражают действие (реальное или предположительное), предшествующее действию главного предложения. Данные времена используются по большей части в придаточных предложениях (за исключением Pretérito Perfecto Compuesto de Indicativo и сложных форм условного наклонения).
Для образования сложных времен испанский язык использует вспомогательный глагол haber, сочетающийся с причастием.
По типу образования причастия испанские глаголы можно разделить на 3 группы:
1. правильные, образующие причастие от основы инфинитива по следующему правилу: глаголы на -ar имеют причастие, оканчивающееся на -ado, а глаголы на -er и -ir — оканчиващееся на -ido (hablar — hablado, comer — comido, vivir — vivido);
2. имеющие две формы причастия: правильную и неправильную (например, imprimir — imprimido, impreso);
3. имеющие только неправильную форму причастия (например, hacer — hecho, decir — dicho).

При образовании сложных времен глаголы, имеющие два варианта причастия, используют только правильную его форму (например, había imprimido).

### Повелительное наклонение
От латыни испанский язык унаследовал лишь две формы повелительного наклонения, а именно утвердительные формы 2-го лица ед. и мн. ч.

Утвердительная форма 2-го лица ед. ч. (когда выражается просьба или приказ по отношению к человеку, к которому обращаются на «tu») совпадает с формой 3 л. ед. ч. настоящего времени изъявительного наклонения:

hablar (говорить) — habla (он/она говорит) — habla! (говори!)

beber (пить) — bebe (он/она пьёт) — bebe! (пей!)

abrir (открывать) — abre (он/она открывает) — abre! (открой!)

Ряд глаголов имеет неправильные формы 2 л. ед. ч. повелительного наклонения: 

hacer — haz

decir — di

tener — ten

poner — pon

venir — ven

salir — sal

ir — ve

ser — sé

Форма 2-го л. мн. ч. (выражающая просьбу или приказ по отношению к человеку, к которому обращаются на «vosotros») образуется путём замены конечного инфинитивного -r на -d:

hablar (говорить) — ¡hablad! (говорите!)

beber (пить) — ¡bebed! (пейте!)

abrir (открыть) — ¡abrid! (откройте!)

Возвратные глаголы 1-го спряжения теряют -d: 

¡levantaos! — вставайте!

Остальные утвердительные формы и все отрицательные формы повелительного наклонения совпадают с соответствующими формами Presente de Subjuntivo.

## Числительное

### Количественные числительные
1 — uno — муж. р./una — жен. р. 

2 — dos

3 — tres

4 — cuatro

5 — cinco

6 — seis

7 — siete

8 — ocho

9 — nueve

10 — diez

11 — once

12 — doce

13 — trece 

14 — catorce

15 — quince

16 — dieciséis

17 — diecisiete

18 — dieciocho

19 — diecinueve

20 — veinte

21 — veinte y uno

30 — treinta

40 — cuarenta

50 — cincuenta

60 — sesenta

70 — setenta

80 — ochenta

90 — noventa

100 — ciento, cien

200 — doscientos

300 — trescientos

400 — cuatrocientos

500 — quinientos

600 — seiscientos

700 — setecientos

800 — ochocientos

900 — nuevecientos

1 000 — mil (не изменяется по числам)

2 000 — dos mil

3 000 — tres mil

1 000 000 — millón

1 000 000 000 — mil millones, millardo

1 000 000 000 000 — billón

1 000 000 000 000 000 000 — trillón